# Bruce-Inseln
Die Bruce-Inseln (in Argentinien Islotes Corbeta von spanisch corbeta ‚Korvette‘) sind eine Inselgruppe im Archipel der Südlichen Orkneyinseln. Sie liegen 2,5 km nordwestlich von Eillium Island und 5 km nordwestlich des Route Point, der nordwestlichen Spitze von Laurie Island.
Entdeckt und grob kartiert wurden sie von den Kapitänen George Powell und Nathaniel Palmer im Dezember 1821. Eine neuerliche Kartierung nahm der norwegische Walfängerkapitän Petter Sørlle zwischen 1912 und 1913 sowie 1933 Teilnehmer der britischen Discovery Investigations vor. Letztere benannten die Inseln nach dem schottischen Polarforscher William Speirs Bruce (1867–1921), Leiter der Scottish National Antarctic Expedition (1902–1904). Argentinische Wissenschaftler benannten sie dagegen nach dem Schiffstyp der Uruguay.